# Petite Ourse
Ursa Minor
Ne doit pas être confondu avec Galaxie naine de la Petite Ourse ou La Petite Ourse.
La Petite Ourse, ou en latin Ursa Minor et abrégé UMi, est une constellation de l'hémisphère céleste nord. Le « petit chariot » (par contraste au « grand chariot » de la Grande Ourse) est, tout comme l'autre Ourse, formé de sept étoiles principales. Elle est l'une des 48 constellations listées par l'astronome du IIe siècle Ptolémée dans son Almageste, et demeure l'une des 88 constellations modernes. La Petite Ourse a traditionnellement été d'une grande importance pour la navigation, particulièrement pour les marins, parce que Polaris marque le pôle nord céleste.
Polaris, qui est par ailleurs l'étoile la plus brillante de la constellation, est une supergéante jaune-blanche et il s'agit de l'étoile variable céphéide la plus brillante du ciel ; sa magnitude apparente varie entre 1,97 et 2,00. Beta Ursae Minoris, également connue par son nom traditionnel Kochab, est une étoile âgée qui a gonflé et s'est refroidie pour devenir une géante rouge ; avec une magnitude de 2,08, elle est à peine moins brillante que Polaris. Kochab et l'étoile de magnitude 3 Gamma Ursae Minoris ont été nommées les « gardiennes de l'étoile polaire ». Des exoplanètes ont été découvertes en orbite autour de quatre étoiles, dont Kochab. La constellation héberge également une étoile à neutrons isolée, Calvera, et H1504+65, la naine blanche la plus chaude connue à ce jour, avec une température de surface de 200 000 K environ.

### Localisation de la Petite Ourse

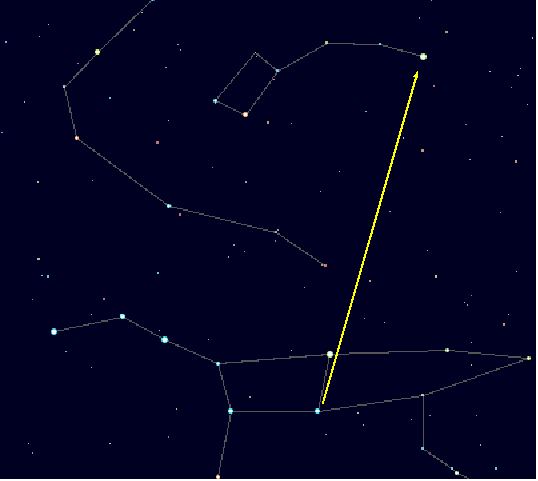
Localisation de l'étoile Polaire à partir de la Grande Ourse.

### Forme de la constellation

Visibilité nocturne de la constellation.

## Étoiles principales

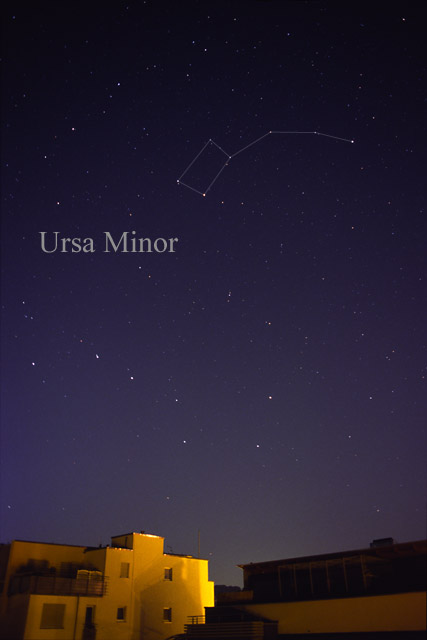
Constellation de la Petite Ourse.

## Objets célestes

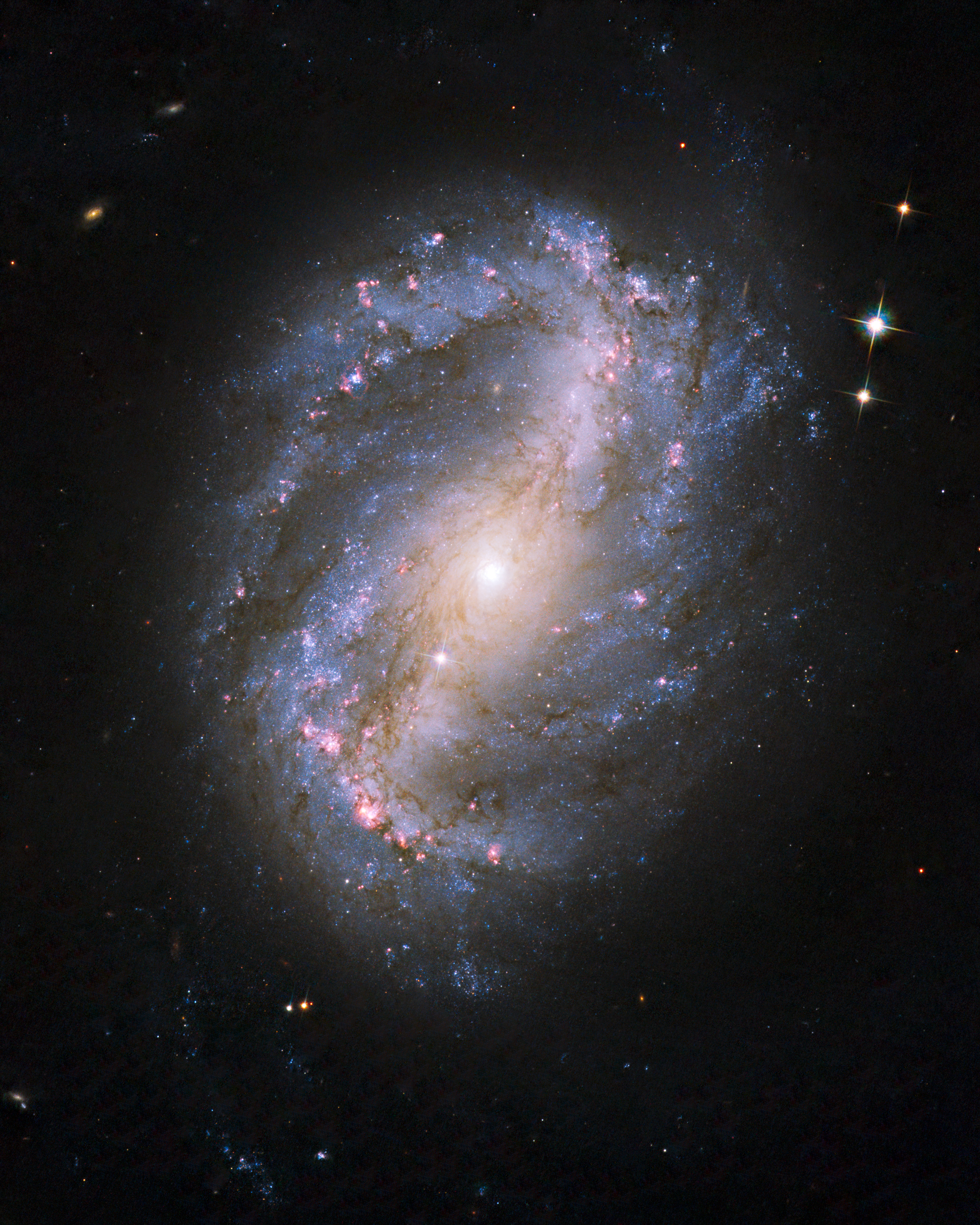
NGC 6217.

## Nomenclature et mythologie

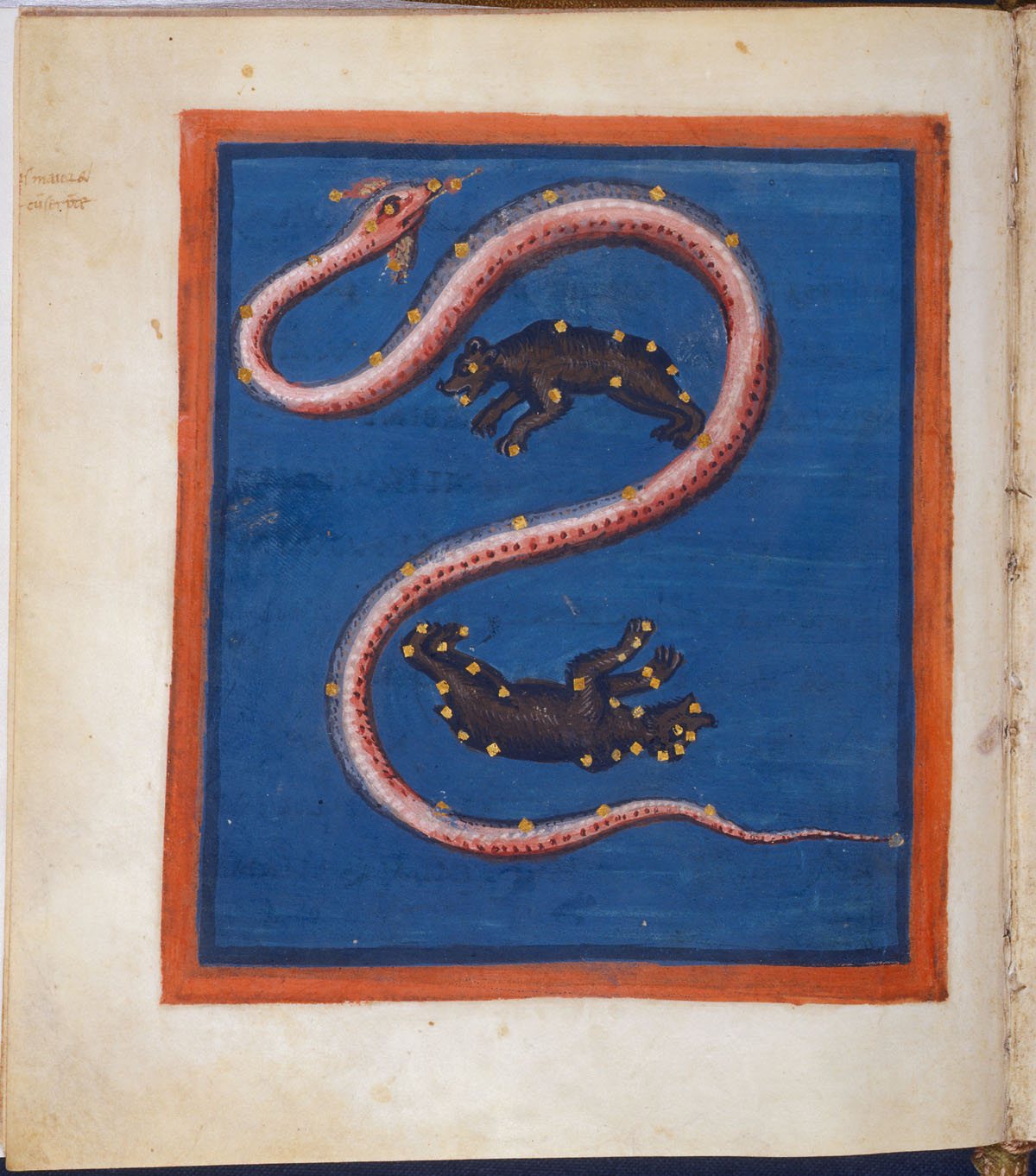
Ursa minor, Ursa major et Draco dans une édition des Aratea de Germanicus d’époque carolingienne (ca. 830-840).

Chez les Grecs, Μικρά Ἄρκτος, « la Petite Ourse », est une duplication opérée par Hipparque de la constellation d’Ἄρκτος, la [(Grande) Ourse], déjà connue d’Homère, du fait de la ressemblance de l’arrangement des étoiles des deux constellations. 
On sait par Diogène Laërce que Callimaque de Cyrène (ca. 305-ca. 240) écrit à propos de Thalès de Milet (ca. 625- 620-ca. 548-545) : « C’est lui, dit-on, qui reconnut "la constellation du Chariot" [Άμαξα dans le texte] sur laquelle les Phéniciens règlent leur navigation. C'est la raison pour laquelle elle est surnommée Phoinikē »,.
Le nom le plus ancien de la constellation pourrait être Κυνοσούρα, littéralement  « la queue du chien ».
L'origine de ce nom est obscure (la Petite Ourse en tant que « queue du chien » impliquerait qu'une autre constellation proche eût été « le chien », mais une telle constellation n'est pas connue). Ératosthène (ca. 276 – ca. 194 av. è. c.) relève que, dans ses Naxika, le poète Aglaosthène, qui a vécu au siècle avant lui, dit qu’il s’agit de Cynosura, qui allaita Zeus et faisait partie des nymphes de la grotte d’Ida. C'est pour l'honorer que Zeus lui a dédié une place dans le ciel. L’auteur des Καταστερισμοὶ ajoute que, dans la cité crétoise d’Istes, fondée par Nicostrate, le fils de Ménélas, Cynausa est aussi le nom du quartier qui surplombe le port. 
Il existe de nombreuses autres propositions expliquant le nom de Cynosura. L'une le connecte à une variante du mythe de Callisto, où son fils Arcas est remplacé par son chien qui est alors placé dans le ciel par Zeus.
D'autres ont suggéré qu'une interprétation archaïque de la Grande Ourse faisait d'elle une vache, formant un groupe avec le Bouvier en tant que berger, et avec la Petite Ourse en tant que chien. George William Cox (en) l'explique comme une variante de Lycosura (Λυκόσουρα), compris comme la « queue du loup » mais qu'il étymologisa comme « sentier, ou chemin, de lumière » (c'est-à-dire λύκος « loup » vs. λύκ- « lumière »). Allen le relie par comparaison au nom en vieil irlandais de la constellation, drag-blod « sentier de feu ». Brown (1899) suggéra une origine non-grecque du nom (un emprunt à l'assyrien An‑nas-sur‑ra « en hauteur »),. Un mythe alternatif raconte que deux ourses ont sauvé Zeus de son père meurtrier Cronos en l'abritant au Mont Ida. Ultérieurement Zeus les plaça dans le ciel, mais leurs queues grandirent énormément lorsque le dieu les fit se balancer dans le ciel. La « queue du chien » pourrait enfin évoquer, selon certains, celle du Chien que le musée du Louvre identifie au centre du zodiaque de Denderah, comme on peut le voir sur le panneau explicatif. 
C'est en Mésopotamie qu'il faut chercher la création de la figue du Chariot. Nous pouvons le lire dans la Série MUL.APIN, le premier traité d'astronomie mésopotamienne, découvert à Ninive dans la bibliothèque d'Assurbanipal et datant au plus tard de 627 av. è. c.: DIŠ mul.MAR.GÍD.DA.AN.NA d.dam-ki-an-na, i.e. « Le Chariot céleste » pour une étoile identifiée à Beta Ursae minoris. Comme toute étoile, celle-ci est associée à un dieu, et c’est en l’occurrence la déesse Damkina, l’équivalent de la sumérienne DAM.GAL.NUN.NA, littéralement « l’Épouse du Grand Prince », ou NINKI, « Dame Terre ». Elle apparaît, dans Enūma Eliš, qui est l’Épopée de la création, compilée et mise en forme à la fin du XIIe av. è. c. à Babylone, quand Marduk , en lequel les Grecs verront l’équivalent de Zeus, conquit la prééminence sur les autres dieux : « Marduk fut mis au monde / Éa, son père, ‖ Et accoucha de lui / Sa mère, Damkina ». ENKI = Éa, est « le Maître de la Terre », le dieu de la Terre et des Eaux, de la Sagesse, de la Fertilité, celui qui a inventé l’écriture, le Gardien des Lois divines et le Créateur des êtres humains. On comprend la valeur symbolique donnée à cette étoile que son parcours circulaire au sommet de la voûte céleste permet de dominer cette dernière.Les documents qui sont parvenus jusqu’à nous ne nous livrent pas d’autre étoile de la figure de MAR.GÍD.DA.AN.NA = Eriqq samē, qui, selon toute vraisemblance, a pris corps en constellations.
Chez les Romains, on connaît, avec les Aratea, soit les versions latines des Φαινόμενα d’Aratos, Cynesura ou son calque, Cauda canis chez Hyginus, et Plaustrum, le calque latin d'Ἅμαξα, « le Chariot », grec, n'a jamais été utilisé qu'au pluriel, soit Plaustra pour parler des Deux Ourses dans la littérature. La forme qui s’est imposée, et que nous utilisons toujours, est Ursa Minor à partir de Cicéron.
Durant l'Antiquité classique, le pôle céleste était quelque peu plus proche de Beta Ursae Minoris que d'Alpha Ursae Minoris, et la constellation était donc prise tout entière comme indicateur de la direction du nord. À partir de la période médiévale, il devint plus aisé d'utiliser Alpha Ursae Minoris (ou « Polaris ») en tant qu'étoile polaire, même si elle était toujours située à quelques degrés du pôle céleste vrai,. Son nom néolatin de stella polaris fut inventé seulement à la Renaissance.

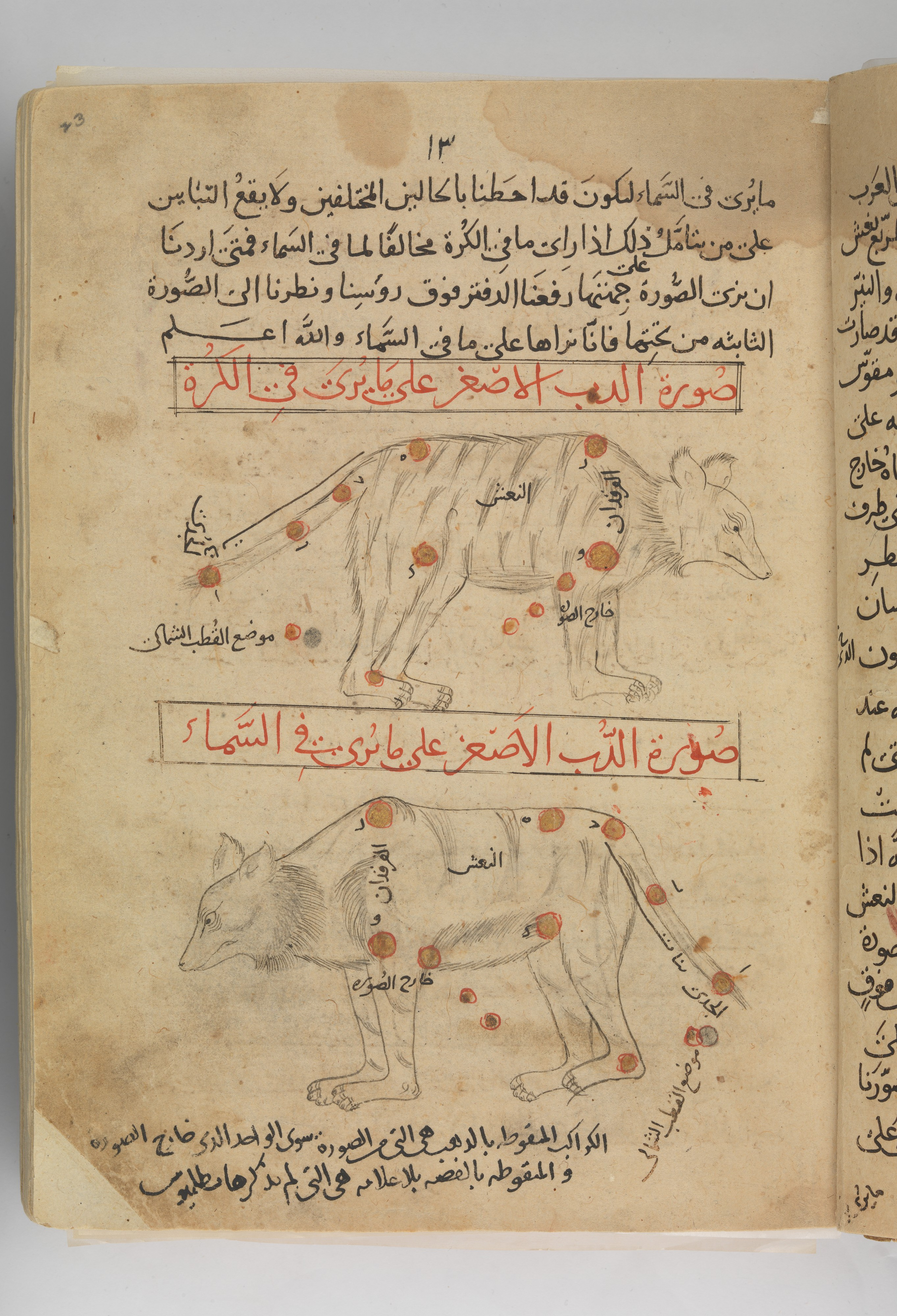
La figure de الدبّ الأصغر al-Dubb al-Aṣġar, « la Petite Ourse » dans une édition du traité d'Abd al-Rahman al-Soufi XVe siècle, Metropolitan Museum of Art, New York.

Chez les Arabes, il faut distinguer le ciel traditionnel qui comprend les manāzil al-qamar ou « stations lunaires », et ciel gréco-arabe, c’est-à-dire celui que les astronomes classiques ont repris des Grecs au IXe siècle de notre ère.
En formatant le ciel suivant la méthode des Grecs, les astronomes arabes reprennent d’eux les constellations des Ourses, et en l’occurrence la Petite, Μικρά Ἄρκτος, comme duplication de la Grande, et la nomment الدبّ الأصغر al-Dubb al-Aṣġar, « le Petit Ours ». Quant au ciel traditionnel, il présente plusieurs figures. Nous avons d’abord, comme chez les Mésopotamiens et les Grecs, une correspondance entre Ursa Maior et Ursa Minor. Cependant, comme on appelait déjà, dans le ciel arabe traditionnel, les sept étoiles brillantes du Nord بنات نعش Banāt Naᶜš, « les Filles de Nasch » (voir la Ursa Major), sa duplication devient chez eux  بنات نعالصغرى Banāt Naᶜš al-Ṣuġrā, « La Petite [figure des] Filles de Nasch ». Mais ils imaginaient aussi en ce lieu, deux figures auxquelles les Européens ont emprunté des noms d’étoiles, à savoir : 

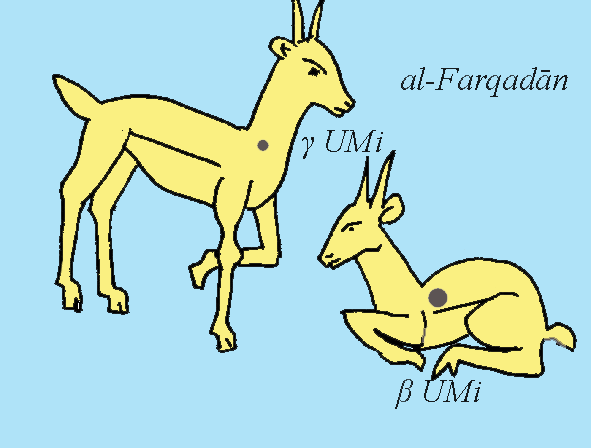
La figure du couple لفرقدين al-Farqadān, « les Deux Gazellons, » dans le ciel arabe traditionnel.

1. الفرقدين al-Farqadān, « les Deux Gazellons » pour βγ UMi, un couple utile pour se guider aussi bien sur mer que sur terre.
2. الجديّ al-Ğudayy, « le Chevreau », qui correspond à la Polaire; al-Ğudayy permet aux musulmans de connaître la qibla, c’est-à-dire la direction de la Mecque vers laquelle ils se tournent pour la prière et vers laquelle ils disposent les mosquées et les tombes des croyants : il suffit de s’écarter d'al-Ğudayy (= Polaris) d’un angle appelé « inclinaison de La Mecque » qui est indiqué par les tables astronomiques et figurait autrefois sur l’astrolabe pour chaque ville importante avec sa latitude et sa longitude, qui contribue  à la détermination de la position de La Mecque. En dépit des apparences, ce nom est une épithète divine. Une légende arabe met en scène الجديّ al-Ğudayy : si l’étymologie populaire a très tôt mêlé نعش Naᶜš, la divinité antique, et نعش naᶜš, « la civière », il s'agit des funérailles de نعش Naᶜš, dans laquelle les Sept بنات  Banāt, « les Filles » ; déplorent la mort de leur père qu’elles portent sur une civière. Persuadées que le meurtrier est الجدّ al-Ğudayy, qui marque le pôle céleste, elles cherchent désespérement à le rejoindre pour excercer leur vengeance. Mais elles en sont empêchées par الحواجزين al-Ḥawāğzīn, « les Deux Interposés » auxquels la coutume a recours dans les conflits entre tribus, et marqués par les étoiles βγ Ursae Minoris. Ainsi tenu à distance de son but et empêché de l'atteindre, le convoi funéraire est entraîné dans une ronde éternelle autour du pôle céleste.
En Europe, les clercs latins connaissaient le nom Ursa Minor par les encyclopédies et les quelques manuscrits des Aratea à leur disposition, mais ils connurent dès l’an mil le nom arabe de cette figure. Si Gérard de Crémone ne donne, dans son Almageste (ca. 1175), que le nom latin, sachant qu’à son époque, on ne lit pas encore le nom grec dans le texte, ce qui n’adviendra qu’à la Renaissance, on peut trouves dans l’Uranometria de Johann Bayer (1603), une liste de noms connus dans les différentes langues, selon l’usage de l’époque, et pour une fois sans le nom grec, en particulier Errucabah, qui est l’arabe الركبة al-Rukaba, introduit autour de l’an mil et appliqué par les clercs latins à la constellation, mais qui s’explique par le déplacement du nom al-Rukba, « le Genou », qui correspond, dans la représentation grecque à l’étoile θ UMa. Ce nom figurera encore dans plusieurs catalogues jusqu’à ce que la nomenclature approuvée en 1930 par l’Union astronomique internationale (UAI) ne chasse définitivement les appellations autres que Ursa Minor, à l’exception du grec Μικρά Ἄρκτος.

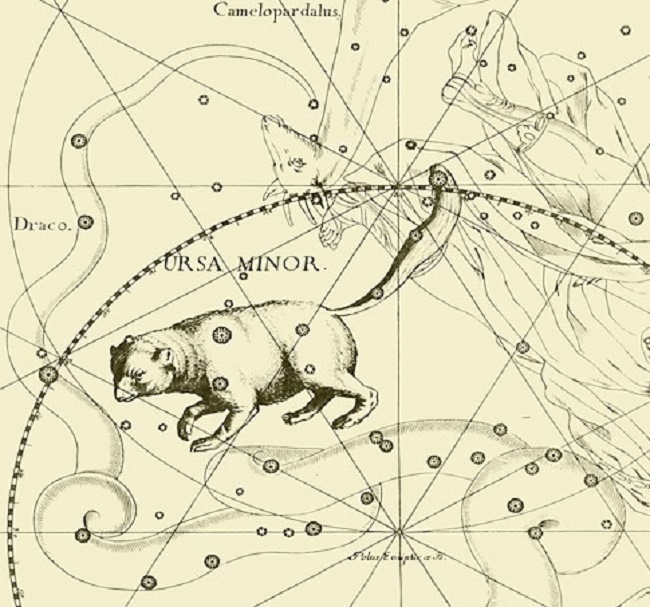
La figure d'Ursa minor chez Hevelius, 1690.
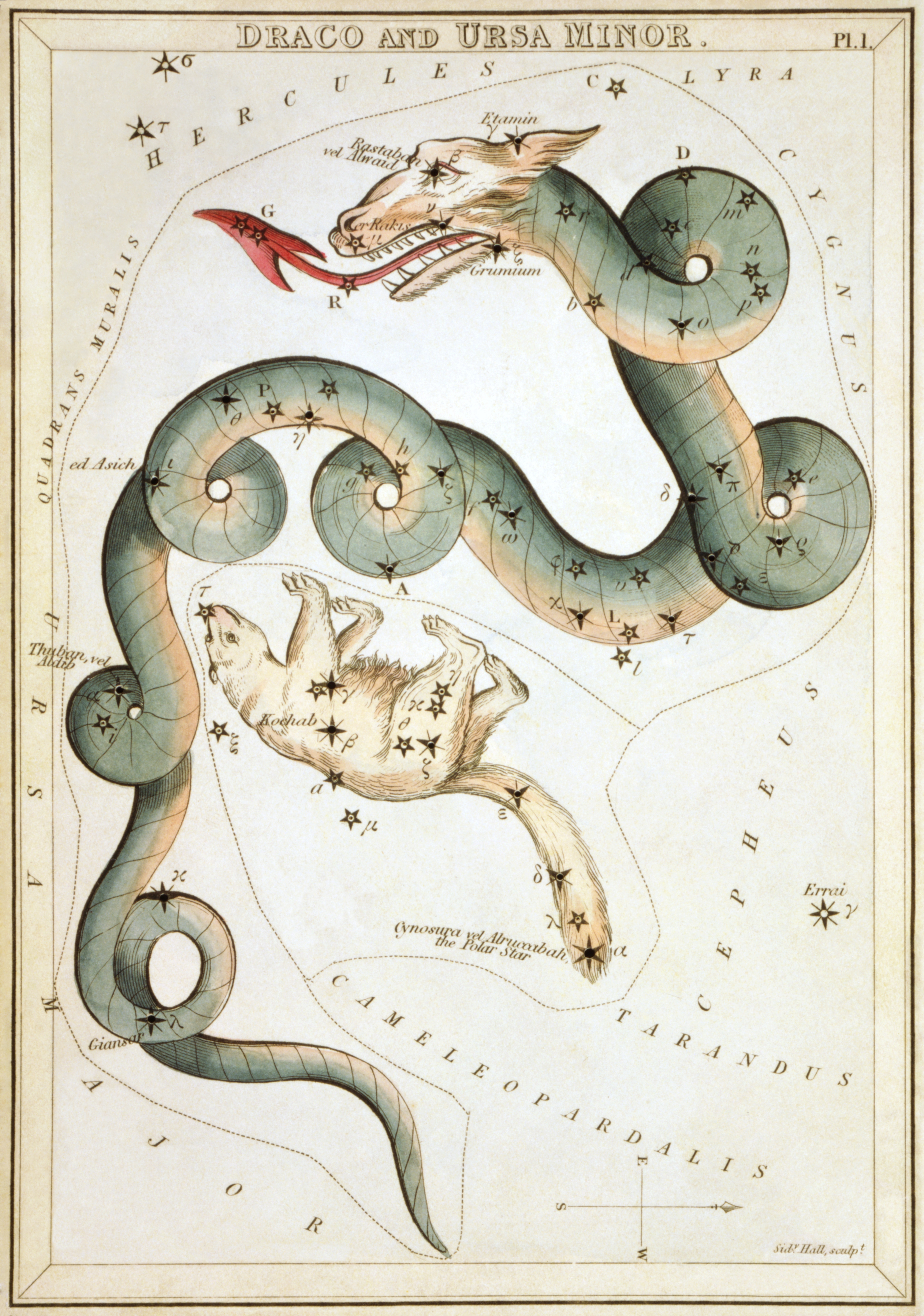
La Petite Ourse, lovée dans la figure du Dragon, dans l’Urania's Mirror, 1824.

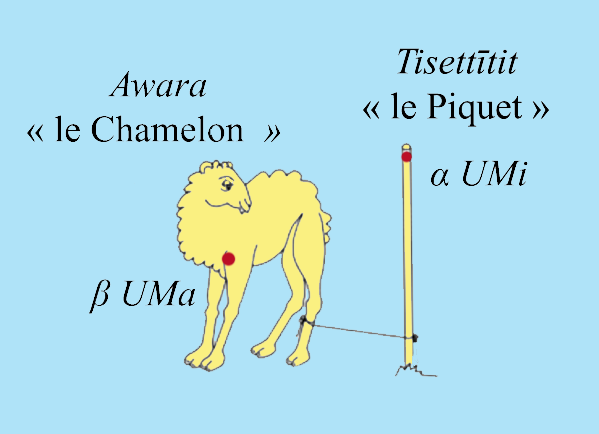
Awara, le « Chamelon » des Touaregs.

Chez les Touaregs, nous trouvons un calendrier stellaire où Awara, un « Chamelon nouveau-né [de moins de six mois] » dont une patte est attachée à Tisettītit, le « Piquet » en bois bien enfoncé dans le sol. Ce piquet représente Tatrit ta-n-tasmana, « l’Étoile du Nord », soit la Polaire, autour duquel il tourne en attendant le retour de Talemt, « la Chamelle», sa mère qu’il va téter,.
En astronomie inuite, les trois étoiles les plus brillantes de la constellation — Polaris, Kochab et Pherkad — étaient appelées Nuutuittut « ne bouge jamais », quoique le terme est plus fréquemment utilisé au singulier en se référant à Polaris seule. À ces latitudes très septentrionales, l'étoile polaire est trop haute pour être utile à la navigation.
En astronomie chinoise, les principales étoiles de la Petite Ourse étaient divisées entre deux astérismes :
勾陳 Gòuchén (Place courbe) (incluant α UMi, δ UMi, ε UMi, ζ UMi, η UMi, θ UMi et λ UMi) et 北極 Běijí (litt. Pôle Nord) (incluant β UMi et γ UMi). Ces deux astérismes incarnent le cœur du Palais pourpre, siège du pouvoir suprême.